# 1 ноября
1 ноября — 305-й день года (306-й в високосные годы) по григорианскому календарю.
До конца года остаётся 60 дней.
До 15 октября 1582 года — 1 ноября по юлианскому календарю, с 15 октября 1582 года — 1 ноября по григорианскому календарю.
В XX и XXI веках соответствует 19 октября по юлианскому календарю.

## Праздники и памятные дни

### Международные
- Международный день вегана

### Национальные
- Мексика — День мёртвых.
- Россия — День судебного пристава[2].
- Кыргызстан — День милиции[3].
- Антигуа и Барбуда — День независимости[4][5].

### Религиозные
Католицизм
 — День всех святых — государственный праздник в Австрии, Бельгии, Венгрии, католических землях Германии, Испании, Италии, Литве, Мексике, Польше, Португалии, Словении, Словакии, Филиппинах, Франции и Хорватии;
 — память святителя Аудомара, епископа Теруанского (после 667 года);
 — память святителя Австремония, епископа Клермонского (III—IV века);
 — память Харальда, короля Дании, мученика (986—987 гг.);
 — память португальского блаженного Альвареша Перейры (1431 год);
 — память Руперта Майера, блаженного Римско-католической церкви, священника, иезуита, участника антинацистского сопротивления (1945 год).
 Православие
 — Память пророка Иоиля (800 год до н. э.);
 — память мученика Уара и с ним семи учителей христианских (около 307 года);
 — воспоминание перенесения мощей преподобного Иоанна Рыльского (1238 год);
 — память священномученика Сергия Покровского, пресвитера (1937 год);
 — память блаженной Клеопатры (327 год) и сына её Иоанна (320 год);
 — память священномученика Садока, епископа Персидского, и с ним 128-ми мучеников (342 год).

## События

### До XIX века
- 82 до н. э. — сражение гражданской войны в пригороде Рима Пренесте, произошедшее у Коллинских ворот, где сулланцы почти полностью истребили приверженцев Мария-старшего.
- 1179 — в Реймсском соборе короновался Филипп II Август.
- 1478 — папа римский Сикст IV направил буллу Изабелле Кастильской и Фердинанду Арагонскому, разрешившую учреждение Испанской инквизиции.
- 1512 — впервые был показан публике потолок Сикстинской капеллы, расписанный Микеланджело.
- 1520 — открыт Магелланов пролив.
- 1570 — Наводнение Всех Святых в Северном море: погибло более 20 000 человек.
- 1604 — трагедия Уильяма Шекспира «Отелло» впервые была представлена в лондонском Уайтхолле.
- 1611 — романтическая комедия Уильяма Шекспира «Буря» впервые была представлена в Уайтхолле.
- 1612 — Польско-литовская оккупация Москвы: бойцы народного ополчения под предводительством Кузьмы Минина и Дмитрия Пожарского штурмом взяли Китай-город. Гарнизон Речи Посполитой отступил в Кремль.
- 1755 — сильнейшее землетрясение в Лиссабоне и последовавшее за ним цунами стали причинами гибели не менее 100 000 человек.
- 1800 — Джон Адамс стал первым из президентов США, кто стал проживать в Исполнительном особняке (позднее переименованном в Белый дом).

### XIX век
- 1851 — в Саккаре французский археолог и египтолог Огюст Мариет обнаружил под развалинами Серапеума вырубленные в скале грандиозные погребальные катакомбы священных быков — Аписов, вестников бога Птаха.
- 1861 — образованы 17 «первоначальных» округов штата Колорадо (США)[8].
- 1870 — в США Бюро погоды (позднее переименованное в Национальную службу погоды) делает свой первый официальный метеорологический прогноз.
- 1881 — инженер фон Баранов получил от правительства России концессию на строительство и эксплуатацию телефонных сетей в Санкт-Петербурге, Москве, Варшаве, Одессе и Риге. Однако вскоре этот контракт был перепродан Александру Беллу.
- 1894 — вступил на престол последний российский император Николай II.
- 1896 — в журнале «National Geographic» впервые появляется картинка, показывающая обнажённую грудь женщины.
- 1897 — студенты Туринского университета основали футбольный клуб «Ювентус».

### XX век
- 1914 — Первая мировая война: первое морское поражение Великобритании в сражении при Коронеле, у берегов Чили.
- 1918
  - Вместе с развалом Габсбургской империи в конце Первой мировой войны, украинская часть населения провозгласила Западно-Украинскую республику.
  - Крушение на Мэлбон-стрит в Нью-Йорке, одна из крупнейших железнодорожных катастроф в США. Погибли до 102 человек.
- 1922 — в Османской империи, по инициативе Мустафы Кемаля, была упразднена монархия.
- 1938 — на экраны вышел фильм Сергея Юткевича «Человек с ружьём».
- 1939 — был показан миру первый кролик, родившийся после искусственного осеменения.
- 1941 — Вторая мировая война: нацистами создано гетто в Домачево.
- 1942 — Вторая мировая война: началась четвёртая битва при Матаникау.
- 1943 — Вторая мировая война: начало боевых действий на острове Бугенвиль.
- 1949 — над Вашингтоном столкнулись самолёты Douglas DC-4 компании Eastern Air Lines и Lockheed P-38 Боливийских ВВС, погибли 55 человек.
- 1950 — покушение на президента США Гарри Трумэна.
- 1952 — США на атолле Эниветок впервые испытывают водородную бомбу.
- 1954 — вооружённое восстание в Алжире против французской администрации. Начало Алжирской войны.
- 1955 — Катастрофа DC-6 под Лонгмонтом, 44 погибших. Первая авиакатастрофа, в расследовании которой принимало участие ФБР.
- 1954 — в США поступил в продажу первый в мире полностью транзисторный радиоприёмник — Regency TR-1.
- 1959
  - В Ленинграде, в особняке Дервиза на Английской набережной, открыт первый в СССР Дворец бракосочетания.
  - Жак Плант стал первым хоккейным вратарём в истории, ставшим использовать защитную маску в матчах НХЛ на постоянной основе.
- 1962 — в СССР осуществлён запуск автоматической межпланетной станции «Марс-1».
- 1963
  - В СССР запущен первый маневрирующий космический аппарат «Полёт-1»[9].
  - В Пуэрто-Рико официально открыта обсерватория Аресибо с крупнейшим из когда-либо сооружённых радиотелескопом.
- 1970 — пожар в ночном клубе во французском городе Сен-Лоран-дю-Пон, 146 погибших.
- 1974 — столкновение Ан-2 и Ми-8 под Сургутом. Погибли 38 человек.
- 1977 — начаты пассажирские рейсы сверхзвукового пассажирского самолёта Ту-144.
- 1981 — государство Антигуа и Барбуда получило независимость от Великобритании.
- 1989 — началось вещание первого в СССР коммерческого телеканала «2x2».
- 1991 — Съезд народных депутатов России ввёл однолетний мораторий на выборы всех уровней до 1.12.1992 г. (на период проведения радикальной экономической реформы)[10], а также утвердил бело-сине-красный триколор в качестве государственного флага России.
- 1993
  - В Туркменистане введена национальная валюта — манат.
  - Вступил в силу Маастрихтский договор, основан Европейский союз.
- 1997 — начало вещания российского телеканала «Культура».
- 1998
  - Финн Мика Хаккинен впервые стал чемпионом «Формулы-1».
  - Основан Европейский суд по правам человека.
- 2000 — Республика Сербия и Черногория стала членом ООН.

### XXI век
- 2005 — открыт русский раздел Викиновостей.
- 2011 — Марио Драги занял пост председателя Европейского центрального банка.
- 2015
  - Начало вещания российского спортивного телеканала «Матч ТВ».
  - Прекращение существования корпорации Hewlett-Packard.

## Родились

### До XIX века
- 1339 — Рудольф IV (ум. 1365), герцог Австрии, Штирии и Каринтии (с 1358), первый австрийский монарх, принявший титул эрцгерцога.
- 1535 — Джамбаттиста делла Порта (ум. 1615), итальянский врач, философ, алхимик и драматург.
- 1578 — князь Дмитрий Пожарский (ум. 1642), российский государственный и политический деятель.
- 1585 — Ян Брожек (ум. 1652), польский священник, астроном, богослов, математик, педагог и медик.
- 1596 — Пьетро да Кортона (наст. имя Пьетро Берреттини; ум. 1669), итальянский живописец, архитектор и декоратор.
- 1636 — Никола Буало-Депрео (ум. 1711), французский поэт, критик, теоретик классицизма.
- 1707 — Джузеппе Бонито (ум. 1789), итальянский художник неаполитанской школы.
- 1757 — Антонио Канова (ум. 1822), итальянский скульптор.
- 1771 — Дмитрий Неверовский (ум. 1813), русский генерал-лейтенант, участник Наполеоновских войн.
- 1798 — Бенджамин Ли Гиннесс (ум. 1868), ирландский пивовар и первый лорд-мэр Дублина.

### XIX век
- 1815 — Кроуфорд Лонг (ум. 1878), американский врач и фармацевт, первым применивший ингаляционный диэтиловый эфир как анестезирующее средство.
- 1839 — Дмитрий Чернов (ум. 1921), русский металлург и изобретатель.
- 1863 — Джордж Паркер (ум. 1937), американский изобретатель перьевой ручки, основатель компании Parker Pen Company.
- 1864 — Елизавета Романова (убита в 1918), великая княгиня, супруга великого князя Сергея Александровича.
- 1866 — Иван Родионов (ум. 1940), русский писатель, политик и общественный деятель, участник Белого движения, эмигрант.
- 1880 — Альфред Лотар Вегенер (ум. 1930), немецкий геофизик и метеоролог, создатель теории дрейфа материков.
- 1889 — Филип Ноэль-Бейкер (ум. 1982), британский дипломат, пацифист, лауреат Нобелевской премии мира (1959).

### XX век
- 1904 — Лора Ла Плэнт (ум. 1996), американская актриса немого кино.
- 1908 — Анатолий Кубацкий (ум. 2001), советский актёр театра и кино.
- 1911 — Анри Труайя (при рожд. Лев Тарасов; ум. 2007), французский писатель, исследователь исторического наследия России.
- 1917 — Кайсын Кулиев (ум. 1985), балкарский советский поэт и прозаик, военный корреспондент.
- 1923 — Сергей Микаэлян (ум. 2016), режиссёр театра и кино, сценарист, народный артист РСФСР.
- 1925 — Виктор Власов (ум. 2002), советский баскетболист, призёр Олимпийских игр.
- 1926 — Бетси Палмер (ум. 2015), американская киноактриса.
- 1933 — Мария Кнушевицкая, советская и российская актриса театра и кино.
- 1937 — Титик Пуспа (ум. 2025), индонезийская певица, композитор-песенник и актриса.
- 1939
  - Бахром Фируз (ум. 1994), таджикский советский писатель, поэт, публицист, переводчик.
  - Барбара Боссон (ум. 2023), американская актриса.
- 1941 — Надежда Корункова, советская и российская актриса театра и кино.
- 1942
  - Марсия Уоллес (ум. 2013), американская актриса.
  - Ларри Флинт (ум. 2021), американский издатель, главный редактор журнала «Hustler».
- 1943 — Сальваторе Адамо, бельгийский шансонье итальянского происхождения.
- 1945 — Владимир Назлымов, советский фехтовальщик на саблях, трёхкратный олимпийский чемпион, многократный чемпион мира
- 1949
  - Джинни Берлин, американская актриса.
  - Белита Морено, американская актриса, наиболее известная благодаря ролям в телевизионных комедиях.
- 1951 — Валерий Огородников (ум. 2006), советский и российский кинорежиссёр, сценарист, актёр и продюсер.
- 1960 — Тим Кук, американский бизнесмен, гендиректор Apple (с 2011 года).
- 1961 — Энн Донован (ум. 2018), американская баскетболистка и тренер, двукратная олимпийская чемпионка (1984 и 1988).
- 1962
  - Энтони Кидис, американский музыкант, автор песен, вокалист рок-группы Red Hot Chili Peppers.
  - Магне Фурухольмен, норвежский композитор, клавишник группы a-ha, поэт, художник, скульптор.
- 1963
  - Рик Аллен, британский барабанщик, участник рок-группы Def Leppard.
  - Марк Хьюз, валлийский футболист и тренер.
- 1965 — Олаф Хампель, немецкий бобслеист, двукратный олимпийский чемпион.
- 1967 — Тина Арена, австралийская певица, автор песен, пианистка, музыкальный продюсер, актриса и сценарист.
- 1968 — Сильвио Фаунер, итальянский лыжник, олимпийский чемпион и чемпион мира
- 1972
  - Тони Коллетт, австралийская актриса, певица, музыкант и продюсер.
  - Дженни Маккарти, американская актриса и фотомодель, телеведущая, автор нескольких книг.
- 1973
  - Ли Сяошуан, китайский гимнаст, двукратный олимпийский чемпион
  - Мария Порошина, российская актриса театра и кино.
  - Айшвария Рай, индийская фотомодель и актриса, победительница конкурса «Мисс мира» (1994).
- 1976 — Сергей Артюхин (ум. 2012), российский и белорусский борец греко-римского стиля, чемпион Европы.
- 1978 — Хелен Черски, британский физик, океанограф, популяризатор науки.
- 1984 — Милош Красич, сербский футболист.
- 1986 — Михаил Мартьянов, российский актёр.
- 1987 — Илеана де Круз, индийская актриса и модель.
- 1989 — Габриэла Коукалова, чешская биатлонистка, двукратная чемпионка мира, трёхкратный призёр Олимпийских игр.
- 1992 — Филип Костич, сербский футболист.
- 1994 — Джеймс Уорд-Проуз, английский футболист.
- 1995 — Маргарита Мамун, российская спортсменка, олимпийская чемпионка (2016) и многократная чемпионка мира по художественной гимнастике.
- 1996 — Lil Peep (наст. имя Густав Элайджа Ар; ум. 2017), американский рэп-исполнитель, автор песен, модель.
- 2000 — Николас Кастро, аргентинский футболист.
- 2002 — NLE Choppa (наст. имя Брайсон Лашан Поттс), американский рэп-исполнитель, автор песен.

## Скончались

### До XIX века
- 1429 — Евфимий I, архиепископ Новгородский и Псковский.
- 1700 — Карл II (р. 1661), король Испании (1665—1700), последний представитель дома Габсбургов на испанском престоле, чья смерть положила конец правящей династии в стране и привела к Войне за испанское наследство, по результатам которой на престол взошли французские Бурбоны.
- 1770 — Гаспаре Траверси (р. 1722), итальянский художник неаполитанской школы.

### XIX век
- 1860 — Александра Фёдоровна (урождённая Фридерика Луиза Шарлотта Вильгельмина Прусская, р. 1798), императрица Всероссийская, супруга Николая I и мать Александра II.
- 1873 — Эмиль Габорио (р. 1832), французский писатель, один из основоположников детективного жанра.
- 1888 — Николай Пржевальский (р. 1839), российский путешественник, натуралист, исследователь Центральной Азии.
- 1893 — Ян Матейко (р. 1838), польский художник.
- 1894 — Александр III (р. 1845), российский император (1881—1894).

### XX век
- 1903 — Теодор Моммзен (р. 1817), немецкий историк, филолог и юрист, лауреат Нобелевской премии по литературе (1902).
- 1907 — Альфред Жарри (р. 1873), французский прозаик, поэт, драматург, изобретатель термина патафизика.
- 1919 — Тадас Даугирдас (р. 1852), литовский художник, археолог, краевед.
- 1938 — Франсис Жамм (р. 1868), французский поэт-символист.
- 1944 — Шарль Диль (р. 1859), французский историк, исследователь Византии и византийского искусства.
- 1945 — Николай Хмелёв (р. 1901), актёр театра и кино, театральный режиссёр, педагог, народный артист СССР.
- 1955 — Дейл Карнеги (р. 1888), американский педагог, психолог, писатель.
- 1956 — Пьетро Бадольо (р. 1871), итальянский военачальник, маршал Италии, глава первого итальянского правительства после свержения Б. Муссолини, выведший страну из Второй мировой войны.
- 1965 — Генрихас Блазас (р. 1904), литовский журналист и общественный деятель.
- 1971 — Михаил Ромм (р. 1901), режиссёр кино и театра, сценарист, педагог, народный артист СССР.
- 1972 — Эзра Паунд (р. 1885), американский поэт, переводчик, литературный критик.
- 1974 — Геннадий Шпаликов (р. 1937), русский советский поэт, сценарист, кинорежиссёр.
- 1977 — Франко Альбини (р. 1905), итальянский архитектор и дизайнер.
- 1982 — Кинг Видор (р. 1894), американский кинорежиссёр и сценарист, первый президент Гильдии режиссёров Америки.
- 1986 — Артур Димитерс (р. 1915), латвийский актёр и режиссёр, муж Вии Артмане.
- 1993 — Северо Очоа (р. 1905), испано-американский биохимик, лауреат Нобелевской премии (1959).
- 1994 — Анатолий Фалькович (р. 1923), советский и азербайджанский актёр театра и кино.
- 1998 — Станислав Жук (р. 1935), советский фигурист, тренер сборной СССР по фигурному катанию.

### XXI век
- 2006
  - Михаил Каменецкий (р. 1924), советский и российский режиссёр-мультипликатор.
  - Уильям Стайрон (р. 1925), американский писатель, лауреат Пулитцеровской премии.
- 2008
  - Има Сумак (р. 1922), перуанская певица с голосом диапазоном в 5 октав.
  - Жак Пикар (р. 1922), французский изобретатель и исследователь морских глубин.
- 2009 — Клод Леви-Стросс (р. 1908), французский антрополог и философ.
- 2012
  - Гаэ Ауленти (р. 1927), итальянский архитектор, дизайнер.
  - Будаг Будагов (р. 1928), советский и азербайджанский учёный-географ, профессор, академик.
  - Митч Лакер (р. 1984), американский музыкант, автор песен, вокалист группы «Suicide Silence».
- 2014 — Уэйн Статик (р. 1965), американский музыкант, вокалист рок-группы «Static-X».
- 2017 — Владимир Маканин (р. 1937), русский советский писатель.
- 2021 — Гульраиз Ахтар (р. 1943), пакистанский хоккеист (хоккей на траве), олимпийский чемпион (1968).

## Приметы
Конюхов день. Конюхам отдых. Грязнихи. Садок. Иван.
- Святой Садок — избавитель от напрасной (без покаяния и исповеди, нелепой) смерти.
- Путь груден — коню запряжённому труден. И потому давали конюхи в этот день коням отдохнуть[11].
- Конюхам отдых, коням — роздых.